# Àlex Susanna
Àlex Susanna Nadal (Barcelona, 12 de septiembre de 1957 - Gélida, Barcelona, 27 de julio de 2024) fue un escritor, poeta y gestor cultural español.

## Biografía
Susanna fue poeta, gestor cultural (dirigió la Agencia Catalana de Patrimonio Cultural), editor (en la editorial Columna), traductor (de Paul Valéry, de Molière, de Max Roqueta y de T.S. Eliot, entre otros), dietarista, articulista —en catalán y castellano— y profesor universitario —en la Universitat Rovira i Virgili—.
Hasta el año 2000 dirigió el Festival de Poesía de Barcelona (que había fundado en 1984), el departamento de cultura del Instituto Ramon Llull y la Fundació Caixa de Catalunya. Fundó y dirigió la Editorial Columna (1985-1999) y la discográfica Columna Música. Su tarea fue reconocida con premios literarios como el Carles Riba de poesía o el Josep Pla de narrativa. Su obra se ha traducido a varios idiomas.

## Obra
- 1977 Abandonada ment
- 1979 De l'home quan no hi veu
- 1980 Memòria del cos
- 1982 Els dies antics
- 1987 El darrer sol
- 1987 Palau d'hivern
- 1988 Poesia
- 1988 Quadern venecià
- 1991 Les anelles dels anys
- 1992 Tres nus a les Termòpiles
- 1994 Boscos i ciutats
- 2001 Suite de Gelida
- 2006 Quadern dels marges

## Premios
- 1979 Premio Miquel de Palol de poesía por Memòria del cos
- 1988 Premio Josep Pla de narrativa por Quadern venecià
- 1990 Premio Carles Riba de poesía por Les anelles dels anys